# Nikken Sekkei
K.K. Nikken Sekkei (jap. 株式会社日建設計, Kabushiki kaisha Nikken Sekkei, engl. Nikken Sekkei Ltd.) ist ein japanisches Architekturbüro. Das 1900 gegründete Büro ist das älteste Japans und mit über 2800 Mitarbeitern und einem Stammvermögen von 460 Millionen Yen auch das größte Planungsbüro des Landes. Hauptsitz des Büros ist in Chiyoda, das zur Präfektur Tokio gehört. Weitere Zweigstellen unterhält das Unternehmen in Osaka, Nagoya, Kyushu und Tohoku. Daneben existieren zwei Auslandsniederlassungen in Los Angeles und Singapur.
Das Architekturbüro hat über 20.000 Bauprojekte in über 40 Ländern entworfen und realisiert, überwiegend in Asien. Es bietet neben der Planungsleistung für die Architektur auch Ingenieursleistungen und weitere Dienste an. Das Büro ist vor allem für seine zahlreichen Hochhaus- und Turmbauwerke bekannt wie beispielsweise auch für den derzeit höchsten Fernsehturm der Welt, den Tokyo Skytree.

## Name
Der Unternehmensname Nikken Sekkei ist ein Akronym, das aus den Anfangsbuchstaben der japanischen Worte für „Japan“ (Ni-hon) und „Architektur“ (ken-chiku) zusammensetzt und dem das Wort „Planung“ hinzugefügt wurde.

## Struktur

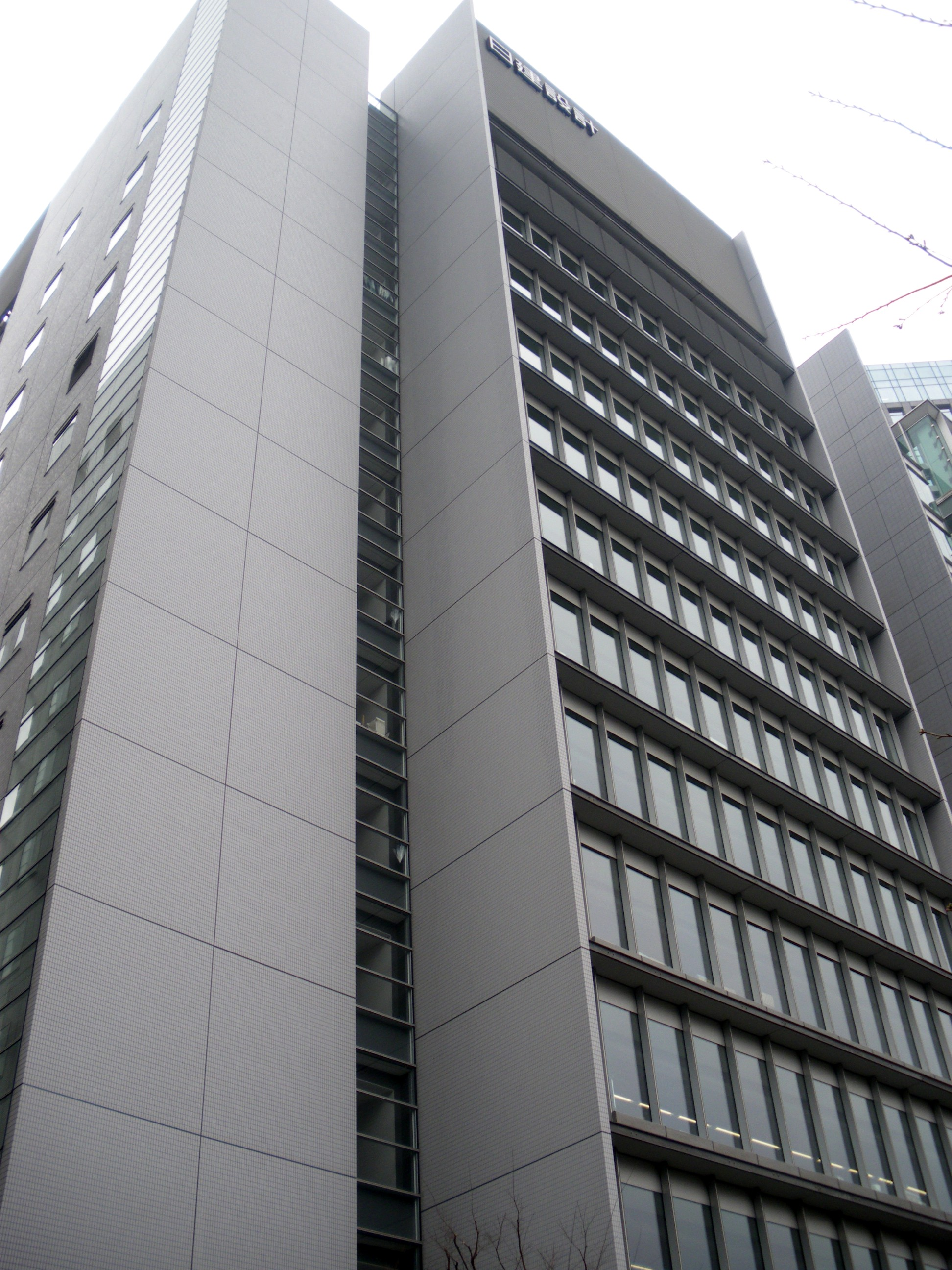
Hauptsitz von Nikken Sekkei in Chiyoda Iidabashi

Das Architekturbüro leistet neben dem grundsätzlichen Entwurf für Bauwerke darüber hinaus auch Aufgaben im Bereich Innenarchitektur, Stadtplanung, Hoch- und Tiefbau, Bautechnik, Landschaftsplanung, Versorgungstechnik sowie auch in der Forschung und Entwicklung.
Aus diesem Grund ist das Unternehmen in Bereiche untergliedert, die sich in folgenden acht Teilunternehmen wiederfinden:
- K.K. Nikken Sekkei sōgō kenkyūjo (日建設計総合研究所, engl. Nikken Sekkei Research Institute)
- K.K. Nikken Sekkei Civil (日建設計シビル, engl. Nikken Sekkei Civil Engineering Ltd.)
- Nikken Sekkei Management Solutions K.K. (日建設計マネジメントソリューションズ, engl. ~ Inc.)
- Nikken Sekkei Construction Management K.K. (日建設計コンストラクションマネジメント, engl. ~ Inc.)
- K.K. Nikken Housing System (日建ハウジングシステム, engl. ~ Co., Ltd.)
- K.K. Nikken Space Design (日建スペースデザイン, engl. ~ Ltd.)
- K.K. Hokkaidō Nikken Sekkei (北海道日建設計, engl. Hokkaido Nikken Sekkei Co., Ltd.)
- K.K. Building Performance Consulting (ビルディングパフォーマンスコンサルティング, engl. ~ Inc.)

## Bauwerke (Auswahl)

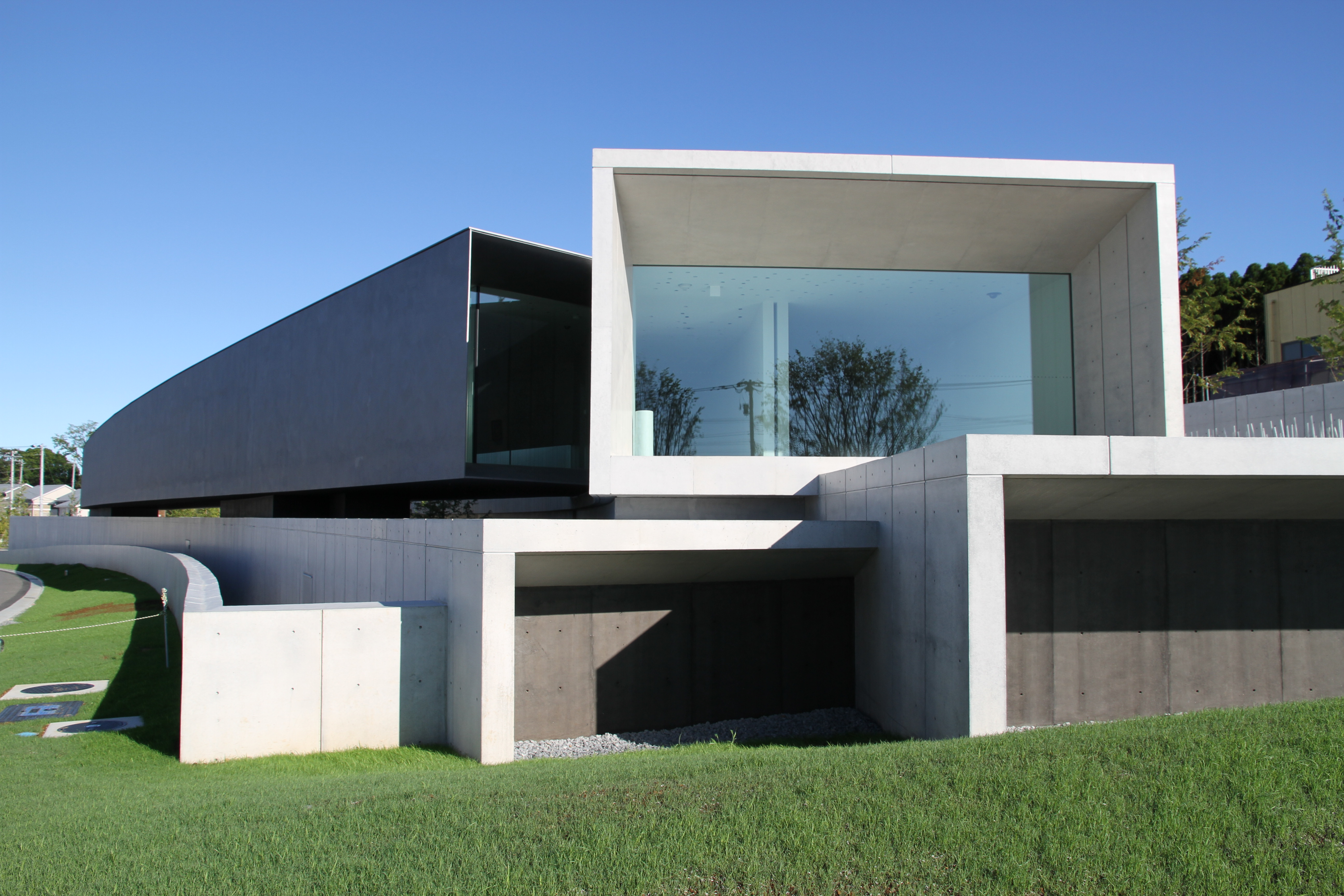
Hoki-Museum

- Fernsehturm Nagoya (1954), zusammen mit Naitō Tachū
- Fernsehturm Sapporo (1957), zusammen mit Naitō Tachū
- Tokyo Tower (1958), zusammen mit Naitō Tachū
- Kōbe Port Tower (1963)
- Otani Memorial Art Museum (1972)
- NEC Supertower (1990)
- Osaka World Trade Center (1995)
- Osaka Dome (1997)
- Sumida Triphony Hall (1997)
- Pola Museum of Art (2002)
- Fernsehturm Seto (2003)
- One Lujiazui (2008)
- Mode Gakuen Spiral Towers (2008)
- Hoki-Museum (2010)[5]
- Tokyo Skytree (2012)
- Tokyu Plaza Ginza (2016)[6]
- Ariake Gymnastics Centre (2019)
- One Za'abeel (2022)[7]

## Preise
Das Büro Nikken Sekkei ist allein in den letzten 20 Jahren mit weit über 150, teilweise internationalen, Preisen für seine Arbeit geehrt worden. Darunter erhielt es beispielsweise auch den IABSE Outstanding Structure Award 2010 für den Bau der Mode Gakuen Spiral Towers und den World Architecture Festival Award 2010.